# Gutejci

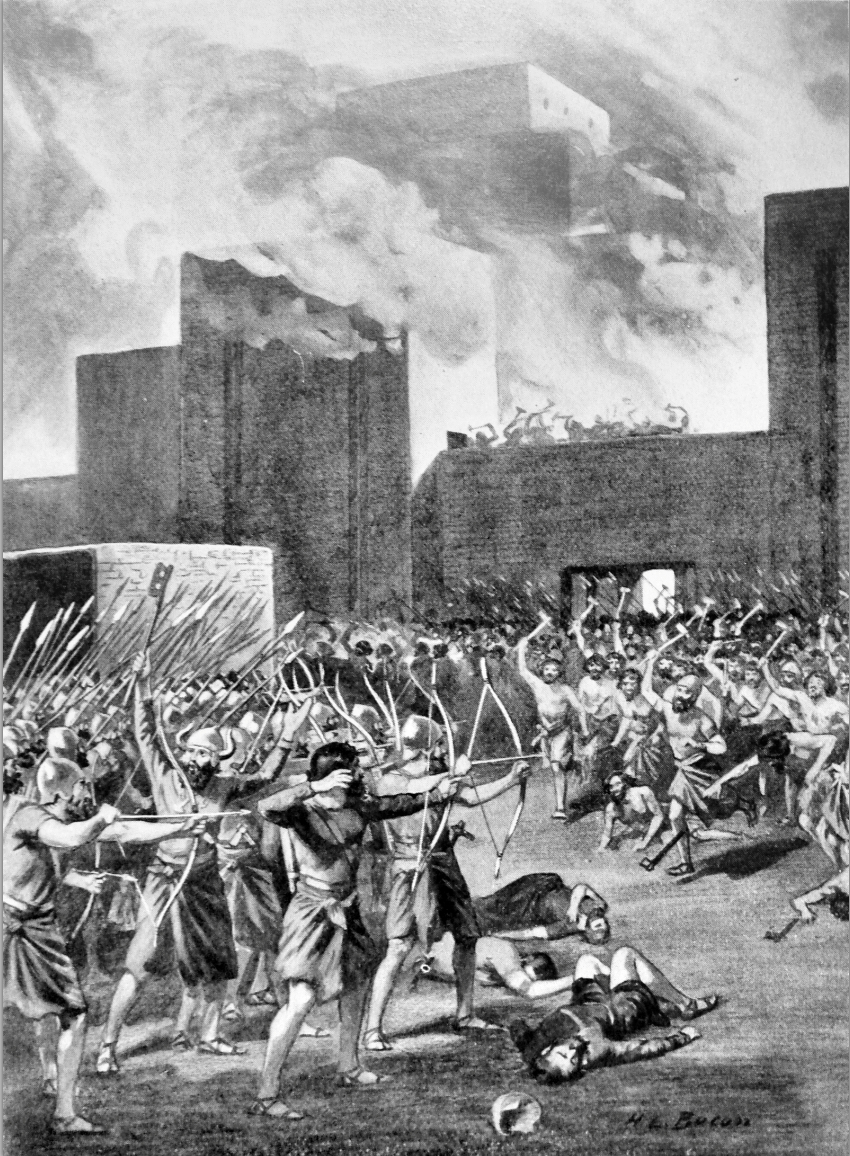
Útok Gutejců na akkadské město, ilustrace 19. století

Gutejci je název kmene, který ovládl rozsáhlé oblasti jižní Mezopotámie po kolapsu akkadského impéria na téměř jedno století (cca 2150 př. n. l. – 2050 př. n. l.). 
Sumerské zdroje Gutejce popisují jako barbarský a dravý národ z hor. Sumerský královský seznam je uvádí jako dočasné vládce Sumeru a vykresluje obraz chaosu, který nastal pod gutejskou správou.
Zásluhy za porážku gutejského vládce Tirigana a vytěsnění Gutejců ze země (kolem r. 2050 př. n. l.) jsou připisovány sumerskému králi Utu-hengalovi.
O jejich původu není téměř nic známo, při archeologických vykopávkách nebyly objeveny žádné „gutejské“ nálezy pocházející z tohoto období; vše co dnes máme je jen jméno kmene a seznam vládců z dobových zdrojů.
V prvním tisíciletí před naším letopočtem byl termín Gutejci používán souhrnně pro všechny kmeny, které přebývaly východně od Tigridu a měly nepřátelské vztahy s lidmi z Mezopotámské nížiny.

## Seznam gutejských vládců Sumeru
Podle sumerského královského seznamu: „V gutejském vojsku zprvu nebyli žádní slavní králové; byli svými vlastními pány a vládli takto po tři roky.“. Délka jednotlivých panovnických období je relativně krátká a poměrně neměnná (6,6,6,6,5,6,3,3,3,1,3,2,2,1,2,7,7, a 7 let, od Inkišuše k Si-umovi).
| Panovník               | Pravděpodobné období      | Poznámky                                                   |
| ---------------------- | ------------------------- | ---------------------------------------------------------- |
| Erridupizir            | asi 2141 – 2138 př. n. l. | královské nápisy v Nippuru                                 |
| Imta nebo Nibija       | asi 2138 – 2135 př. n. l. |                                                            |
| Inkišuš                | asi 2135 – 2129 př. n. l. | první gutejský vladař podle sumerského královského seznamu |
| Zarlagab               | asi 2129 – 2126 př. n. l. |                                                            |
| Šulme                  | asi 2126 – 2120 př. n. l. |                                                            |
| Silulumeš nebo Elulmeš | asi 2120 – 2114 př. n. l. |                                                            |
| Inimabakeš             | asi 2114 – 2109 př. n. l. |                                                            |
| Igešauš                | asi 2109 – 2103 př. n. l. |                                                            |
| Jarlagab               | asi 2103 – 2088 př. n. l. |                                                            |
| Ibate                  | asi 2088 – 2085 př. n. l. |                                                            |
| Jarla nebo Jarlangab   | asi 2085 – 2082 př. n. l. |                                                            |
| Kurum                  | asi 2082 – 2081 př. n. l. |                                                            |
| Apilkin                | asi 2081 – 2078 př. n. l. |                                                            |
| La-erabum              | asi 2078 – 2076 př. n. l. | nápis na hlavici žezla                                     |
| Irarum                 | asi 2076 – 2074 př. n. l. |                                                            |
| Ibranum                | asi 2074 – 2073 př. n. l. |                                                            |
| Hablum                 | asi 2073 – 2071 př. n. l. |                                                            |
| Puzur-Sin              | asi 2071 – 2064 př. n. l. | syn Habluma                                                |
| Jarlaganda             | asi 2064 – 2057 př. n. l. | nápisy na základech ve městě Umma                          |
| Si-um nebo Si'u        | asi 2057 – 2050 př. n. l. | nápisy na základech ve městě Umma                          |
| Tirigan                | asi 2050 – 2050 př. n. l. | poražen Utu-hengalem z Uruku                               |